# Siegfried Zimmermann

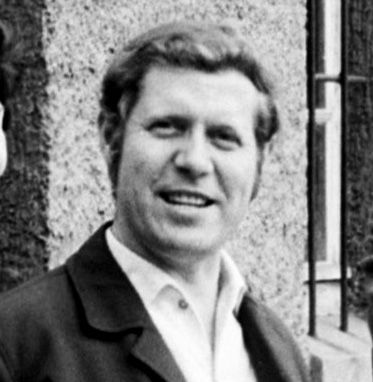
Siegfried Zimmermann, 1975

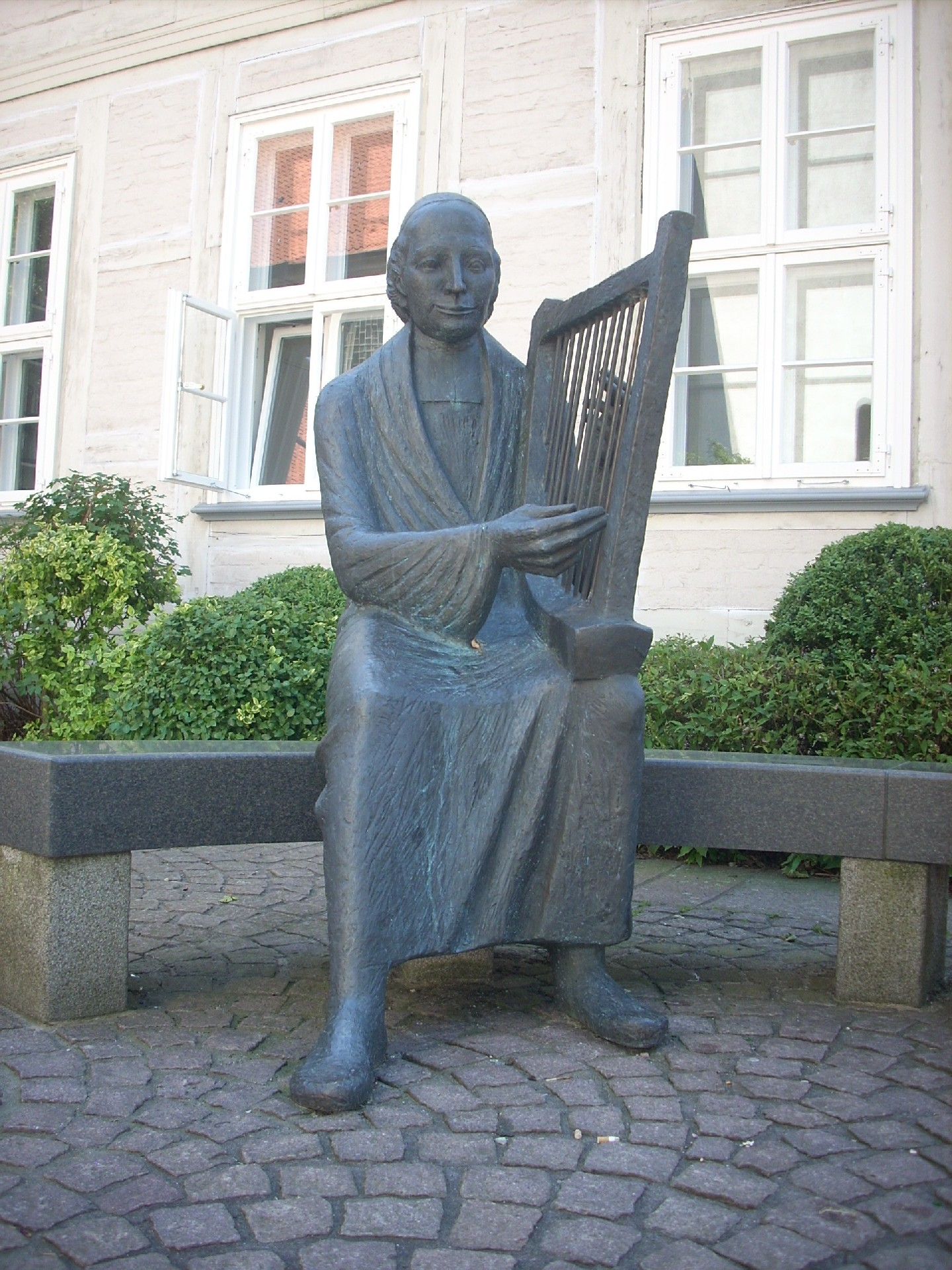
Philipp-Spitta-Denkmal in Burgdorf

Siegfried Zimmermann (* 4. August 1927 in Halle (Saale); † 28. April 2012 in Hannover) war ein deutscher Bildhauer.

## Leben
Zimmermann studierte von 1947 bis 1951 an der Werkkunstschule Hannover. Danach arbeitete er als freier Künstler. Zahlreiche Werke schuf er für die Ausstattung von Kirchen im Raum Hannover und darüber hinaus. In den Jahren 1958–1992 nahm er außerdem Lehraufträge an der Universität Hannover wahr. Er lebte in Hannover-Marienwerder.

## Werke (Auswahl)
Von Siegfried Zimmermann stammen u. a. Beiträge zur Ausstattung von
- Simeonkirche in Hannover; Kruzifix und Eingangstür; um 1964;[1]
- St.-Martins-Kirche (Anderten)
- Lambertikirche (Aurich), Taufbecken, Lesepult, Kerzenständer[2]
- Johanneskirche in Empelde, Turmspitze (Engel), Schöpfungsrelief, Altarleuchter und Türgriffe[3]
- Kripplein Christi (Glandorf)
- Matthiaskirche (Groß-Buchholz), Altarbild (Offenbarung Kap.4) und Altarkreuz (Bronze, Silber, Amethyste)[4]
- Matthäuskirche Hagen, Taufstein und Turmhahn[5]
- Auferstehungskirche (Hannover)
- Melanchthonkirche (Hannover), Bronzeplastik an der Eingangstür[6]
- Alte Kapelle (Laatzen)
- Nikolaikirche (Papenburg)
- Martin-Luther-Kirche, Hameln, Altar mit Relief und Taufstein[7]
- St.-Mariae-Jakobi-Kirche in Salzgitter-Bad, Kruzifix, Lesepult und Kanzelrelief
- St.-Nathanael-Kirche (Hannover-Bothfeld), Altarkreuz, Kerzenständer, Taufe
- Göttingen, Gipsschnitt-Wandbild in der Universitäts-Kinderklinik[8]
- Göttingen, Bronzerelief in der Universitätsbibliothek[8]